# مملكة فورتمبيرغ

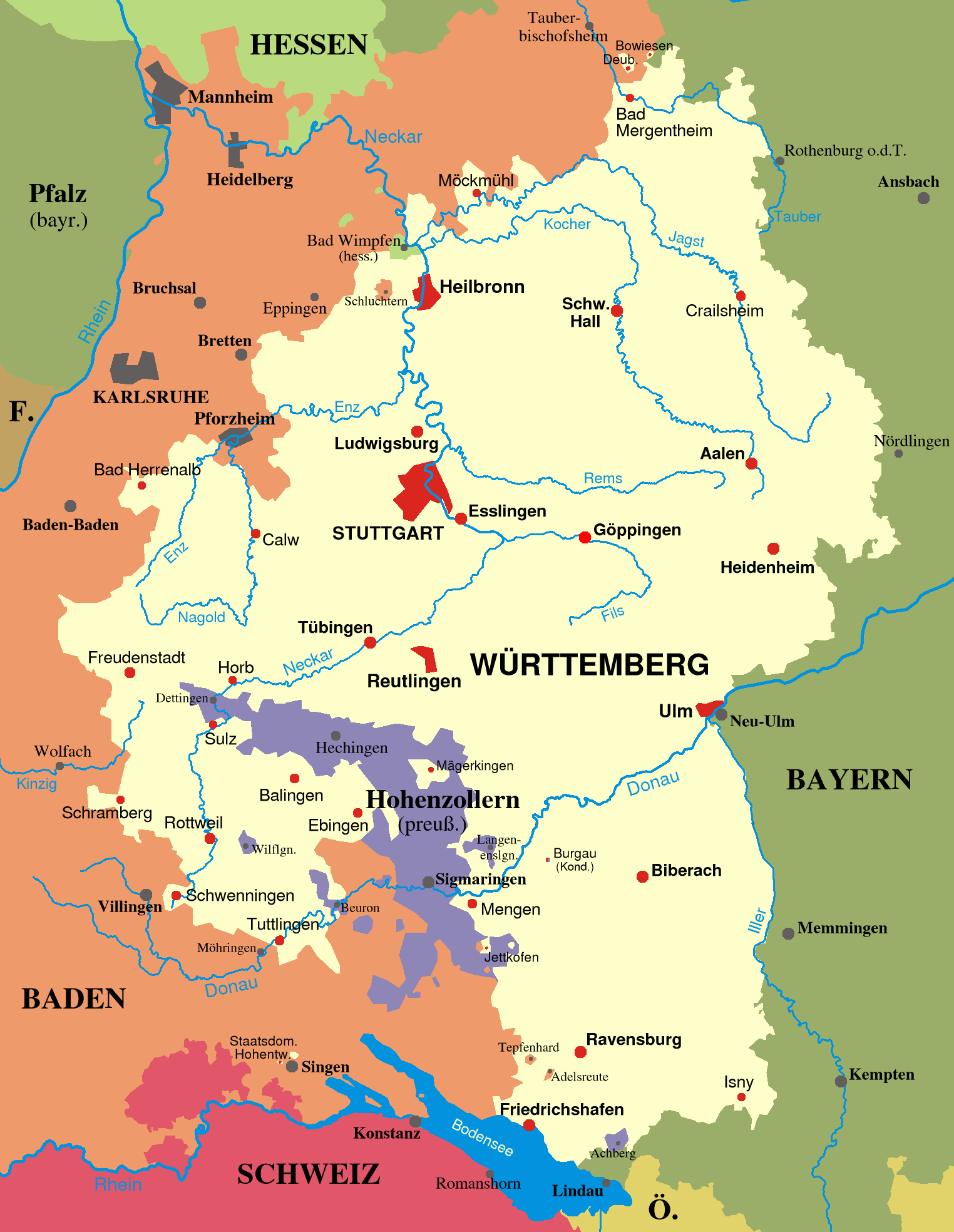
مملكة فورتمبيرغ

مملكة فورتمبيرغ (بالألمانية: Königreich Württemberg) دولة وُجدت بين عامي 1806 و1918 ، تقع في الوقت الحاضر بولاية بادن فورتمبيرغ في ألمانيا . كان استمرارا لدوقية فورتمبيرغ التي أقيمت في عام 1495 . قبل أن يكون لأسرة فورتمبيرغ الحاكمة
كونتات حاكمين لجزء من دوقية شوابيا ، التي كانت قد حلت بعد وفاة كونرادين في سنة 1268.

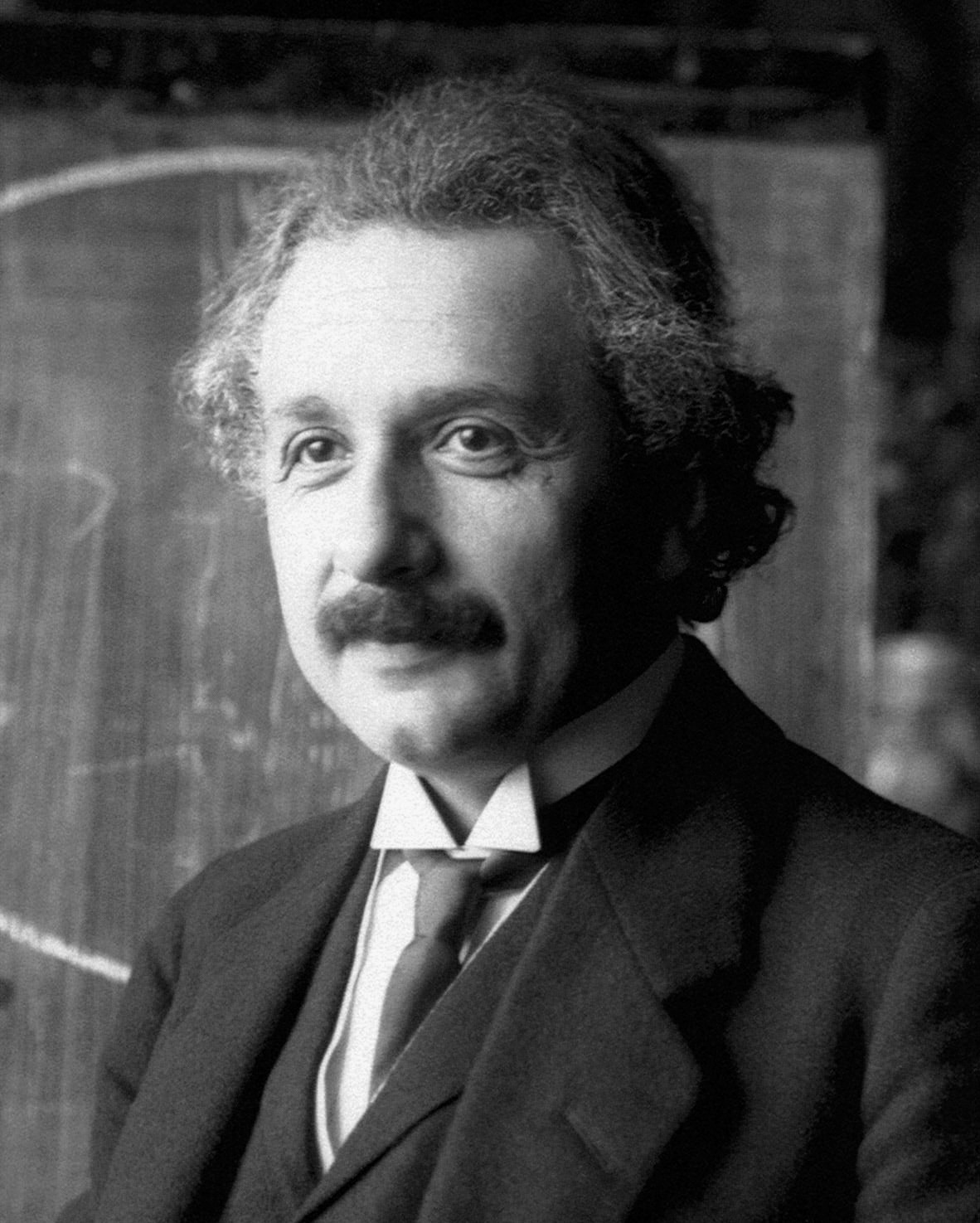
ولد ألبرت آينشتاين في مملكة فورتمبيرغ العام 1879

## اقرا أيضا
- فورتمبيرغ